# اتین دینت

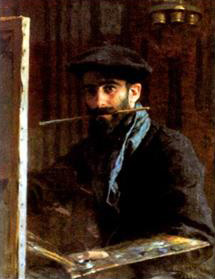
پرتره اتین دینت که توسط خودش نقاشی شده‌است، مربوط به سال ۱۸۹۱، این پرتره امروزه در مجموعهٔ موزهٔ نصرالدین دینت واقع در بوسعده نگهداری می‌شود

آلفونس اتین دینت (به فرانسوی: Alphonse-Étienne Dinet)،(زادهٔ: ۲۸ مارس ۱۸۶۱، درگذشت:۲۴ دسامبر ۱۹۲۹)، که همچنین با نام نصرالدین داینت هم شناخته می‌شود، یک نقاش خاورشناس اهل فرانسه بود.

## زندگینامه
دینت، در مارس ۱۸۶۱ میلادی به دنیا آمد. پدرش یک قاضی برجسته فرانسوی بود و خواهر وی، جین دینت، که در سال ۱۸۶۵ میلادی متولد شد، یک شرح حال‌نویس مشهور بود.
از سال ۱۸۷۱، وی تحصیلات خود را در دبیرستان هنری چهارم، آغاز نمود. این مدرسه همانجایی بود که در آن رئیس جمهور آیندهٔ فرانسه یعنی الکساندر میلراند نیز در میان دانش آموزان در حال تحصیل بود. دینت پس از فارغ التحصیلی در سال ۱۸۸۱ در مرکز آموزش عالی ملی هنرهای زیبای پاریس ثبت نام کرد و درعین حال وارد استودیوی هنری ویکتور گالان گردید. سال بعد او تحت نظر ویلیام بوگرو و تونی رابرت - فلوئری تحصیلات خویش را در آکادمی ژولیان ادامه داد. او همچنین برای اولین بار نمایشگاهی از آثار خویش را در سالن هنرمندان فرانسوی در پاریس عرضه نمود.
دینت، نخستین مسافرت خود به بوسعده واقع در جنوب الجزایر را در سال ۱۸۸۴ و به همراه گروهی حشره‌شناس به انجام رسانید. سال بعد او سفر دوم خود را با استفاده از بورس دولت به الاغواط واقع در منطقهٔ مزاب انجام داد. در آن زمان وی دو تابلوی معروف خود، که هر دو مربوط به الجزایر هستند را رسم نمود.
او در سال ۱۸۸۹ مدال نقره نمایشگاه بین‌المللی فرانسه را برای نقاشی‌هایش برنده شد، و در همان سال همراه با جمعی دیگر از نقاشان معروف فرانسوی به تأسیس مجمع ملی هنرهای زیبای پاریس پرداخت.
او در سال ۱۹۰۳ در بوسعده، خانه‌ای خریداری کرد و از آن پس همه ساله سه چهارم از هر سال را در این مکان صرف نمود. دینت همچنین در سال ۱۹۰۸ و در یکی از نامه‌های خصوصی خود، اعلام کرد که به دین اسلام گرویده‌است، امّا انجام کامل این امر و گرویدن رسمی او به اسلام، در سال ۱۹۱۳ صورت پذیرفت، که بر اساس آن او نام خود را به نصرالدین دینت تغییر داد. در سال ۱۹۲۹ او و همسرش به منظور شرکت در مراسم حج به مکه سفر کردند. عزت و احترام بسیاری که او در بین مسلمانان کشور الجزایر به دست آورده بود، در مراسم تشییع جنازه او که در روز دوازدهم ژانویهٔ ۱۹۳۰ و با حضور بیش از ۵۰۰۰ نفر از مردم الجزایر در بوسعده صورت گرفت، متجلی گردید. در این مراسم، استاندار سابق الجزیره موریس ویولت در مدح و ستایش دینت به تفصیل سخن گفت.

## کارهای او

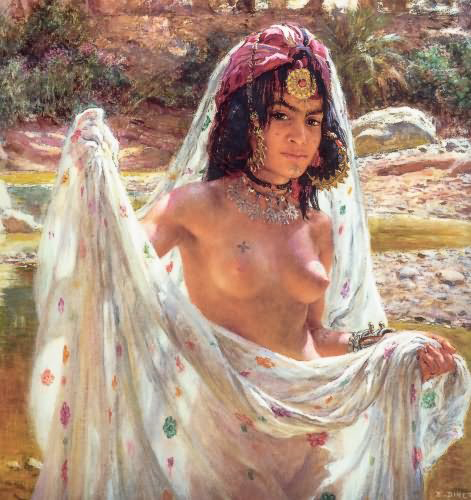
روجا، تابلویی از اتین دینت، ۱۹۰۱، از مجموعهٔ موزهٔ هنری الجزیره

در مقایسه با نقاشان مدرنیست همچون هانری ماتیس، که او نیز در دهه نخست قرن بیستم از شمال آفریقا بازدید نمود، نقاشی‌های دینت بسیار محافظه کارانه به نظر می‌رسند. این آثار به شدت تقلیدآمیز به نظر می‌رسند و در واقع ویژگی‌های قوم‌نگارانه و مردم‌شناختی را محور و موضوع خود قرار داده‌اند.
درک دینت از فرهنگ اعراب و زبان عربی او را از هنرمندان خاورشناس دیگر به کلی متمایز ساخته‌است. شگفت انگیز این است که وی در جامعهٔ سنتی و مسلمان الجزایر موفق شد مدلهای برهنه‌ای را در مناطق روستایی الجزایر بیابد. قبل از سال ۱۹۰۰ میلادی، در بسیاری از آثار او می‌توان سبکی که به سبک روائی (نقاشی‌های روایتگر) معروف است را، تشخیص داد. همانطور که گفته شد، وی به دین اسلام علاقه پیدا کرد و همین ویژگی سبب شد که او، بیشتر به تصویر کردن افراد مذهبی بپردازد. او همچنین در ترجمه متون عربی به فرانسوی فعال شد، و از جمله در سال ۱۸۹۸ به چاپ و نشر ترجمه یک شعر حماسی عرب مربوط به قرن سیزدهم میلادی که به عنتره بن شداد معروف است، اقدام نمود.